# Prostituce na Maledivách
Prostituce na Maledivách je nezákonná, ale v malém měřítku se vyskytuje. Průzkum Maledivské komise pro lidská práva z roku 2014 odhadl, že na Maledivách žije 1139 prostitutek. Některé ženy míří do země jako turistky, ale ve skutečnosti sem přijíždějí působit jako prostitutky. Problém v zemi je i sex trafficking a dětská prostituce.

## Právní situace
Podle článku 88(a) maledivského trestního zákoníku z roku 1967 se do legislativy země zahrnuje i šaría. Sex mimo manželství je podle práva šaría zakázán, stejně jako jiné formy "nenormálnosti", proto je zde prostituce nelegální. Proti prostitutkám se používají i zákony o veřejném pořádku a přistěhovalectví. Cizinci provozující prostituci mohou očekávat deportaci a Maledivané trest odnětí svobody.
Zatímco kondomy mohou být na Maledivách prodávány manželským párům, nemohou být prodávány svobodným lidem. Kondomy a lubrikanty jsou někdy policií zabavovány a používány jako důkaz prostituce.

## Dětská prostituce
Problémem je na Maledivách existence dětské prostituce, ke které dochází zejména v hlavním městě Male a v oblasti atolu Laamu. Podle psycholožky Aishath Ali Naaz je v některých oblastech natolik běžná, že je považována za "normální". Prostituci často zařizují rodinní příslušníci těchto dětí. Maledivská komise pro lidská práva odhaduje, že 8 % ženských prostitutek v zemi je nezletilých.

## Sex trafficking
Maledivy jsou cílovou zemí pro ženy a děti vystavené obchodu se sexem, stejně jako jsou zdrojovou zemí tohoto obchodu. Malý počet žen ze střední Asie a východní Evropy, stejně jako dívky z Bangladéše a Malediv, jsou na Maledivách obětí sex traffickingu. Maledivské ženy mohou být naopak objektem obchodu se sexem směřujícím na Srí Lanku.
Thajský hoteliér v roce 2013 uvedl, že thajské ženy byly získávány nabídkami na dobře placenou práci na Maledivách, ale po příjezdu byly nuceny k prostituci.
Zákon o prevenci obchodu s lidmi kriminalizuje některé, ale ne všechny formy obchodu se sexem. Poprvé došlo na Maledivách k odsouzení podle tohoto zákona v roce 2016. Tři cizinci byli odsouzeni každý k deseti letům odnětí svobody v případu obchodu se sexem.
V listopadu 2016 byly na Srí Lance zatčeni dva muži v souvislosti s obchodem se srílanskými ženami, které byly posílány na Maledivy, kde pracovaly v nevěstincích. Odhaduje se že obětí bylo více než 100.

## Uzavření lázní
Po stížnostech, že byly sexuální služby nabízeny v lázních a hotelech, a po protestu opoziční strany Adhálat v Male, nařídila vláda na konci prosince 2011 uzavřít lázně v tisícovce hotelích. Po tlaku ze strany turistického průmyslu prezident Muhammad Našíd zákaz o několik dní později zrušil.